# Milan Šipka

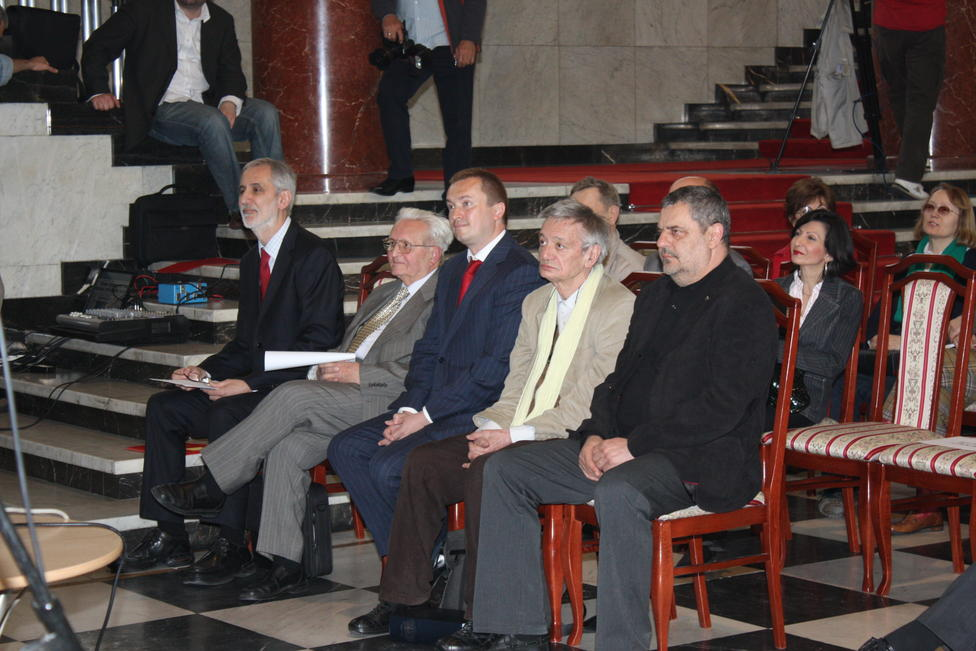
Milan Šipka (erste Reihe, Zweiter von links) im April 2010

Milan Šipka (serbisch-kyrillisch Милан Шипка; * 7. Oktober 1931 in Dragelji, Bosanska Gradiška; † 8. Juli 2011 in Sarajevo) war ein jugoslawischer bzw. bosnisch-herzegowinischer Sprachwissenschaftler, der sich insbesondere mit der bosnischen und der serbischen Sprache sowie der Sprachkultur in Bosnien und Herzegowina beschäftigte.

## Leben
Nach dem Schulbesuch studierte Šipka Sprachwissenschaften an der Philosophischen Fakultät der Universität Zagreb und legte dort seine Promotion mit einer Dissertation zur Sprache bei Petar Kočić ab.
Später war er viele Jahre als Direktor des Instituts für Sprachen in Sarajevo tätig und war daneben auch Forschungswissenschaftler am Institut für das Studium der Beziehungen zwischen ethnischen Gruppen tätig. Neben Professuren an der Pädagogischen Akademie sowie an der Akademie für darstellende Künste war er auch Gastprofessor am Institut für Slawistik der Universität Klagenfurt.
Während seiner Lehr- und Forschungstätigkeit befasste er sich insbesondere mit der bosnischen und serbischen Sprache sowie der Sprachkultur in Bosnien und Herzegowina. Dabei verfasste er neben mehr 600 Artikel in Fachzeitschriften und Büchern. Zu seinen bekanntesten Veröffentlichungen gehören:
- Priče o rečima
- Zanimljiva gramatika
- Veliki rečnik stranih reči i izraza, Mitautor Ivan Klajn
- Strani izrazi i izreke, Mitautor Ivan Klajn
- Pravopisni rečnik srpskog jezika
- Jezički savjetnik
- Kulturu govora
- Na izvoru riječi, 1980
- Standardnojezička preispitivanja, 2011